# Questura di Milano
La questura di Milano fu istituita nel 1859 con l'estensione alla Lombardia della legislazione del Regno di Sardegna dopo la Seconda guerra d'indipendenza.
Ebbe sede nel palazzo demaniale posto in piazza San Fedele che era stato la Casa professa dei Gesuiti fino alla loro soppressione. In detti locali era conservato anche l'Archivio di Stato
Una parte continuò ad essere utilizzata anche  come camere di detenzione per le persone rastrellate, per passare in genere al Carcere di San Vittore
Nel 1943 a seguito dei bombardamenti aerei anglo-americani subì danni gravissimi, a punto che la questura fu trasferita dapprima in via Rovello, poi nei locali di via Fatebenefratelli nell'edificio del Collegio Longone

## Morte di Giuseppe Pinelli
Il 15 dicembre 1969 vi avvenne la morte di Giuseppe Pinelli in circostanze poco chiare che dettero luogo ad aspre polemiche politicizzate.

## Strage della Questura di Milano
Il 17 maggio 1973, primo anniversario della morte del commissario Calabresi, avvenne ad  opera di Gianfranco Bertoli, un attentato in conseguenza del quale quattro persone persero la vita e cinquantadue rimasero ferite.